# Polska Formuła Easter Sezon 1994
1994 – dwudziesty i ostatni sezon Polskiej Formuły Easter. Był rozgrywany w ramach WSMP jako klasa E-1300. Składał się z sześciu eliminacji. Mistrzem został Krzysztof Wodziński (Promot III).

## Kalendarz wyścigów
| Runda | Data           | Tor           | Pole position      | Najszybsze okrążenie | Zwycięzca (kierowcy) | Zwycięzca (zespoły)       |
| ----- | -------------- | ------------- | ------------------ | -------------------- | -------------------- | ------------------------- |
| 1     | 22 maja        | Poznań        | Uwe Neubert        | ?                    | Kazimierz Sołtowski  | Automobilklub Szczeciński |
| 2     | 18 czerwca     | Kielce        | Michał Gil         | ?                    | Krzysztof Wodziński  | Castrol Racing Team       |
| 3     | 10 lipca       | Poznań        | Mirosław Krachulec | ?                    | Krzysztof Wodziński  | Castrol Racing Team       |
| 4     | 28 września    | Kamień Śląski | Andrzej Godula     | ?                    | Andrzej Godula       | Radio RMF Elf             |
| 5     | 1 października | Kielce        | Andrzej Godula     | ?                    | Andrzej Godula       | Radio RMF Elf             |
| 6     | 9 października | Poznań        | Robert Podolski    | ?                    | Michał Gil           | Automobilklub Kielecki    |

## Klasyfikacja kierowców
| Legenda oznaczeń w tabelach wyników Wyświetl szablon na nowej stronie | Legenda oznaczeń w tabelach wyników Wyświetl szablon na nowej stronie                                                                     |
| Oznaczenie                                                            | Wyjaśnienie |
| --------------------------------------------------------------------- | --- |
| Złoty                                                                 | Zwycięzca lub mistrzostwo |
| Srebrny                                                               | 2. miejsce lub wicemistrzostwo |
| Brązowy                                                               | 3. miejsce lub II wicemistrzostwo |
| Zielony                                                               | Ukończył, punktował (w klasyfikacji generalnej, gdy zdobył co najmniej jeden punkt na przestrzeni sezonu, poza trzema powyższymi opcjami) |
| Niebieski                                                             | Ukończył, nie punktował (w klasyfikacji generalnej, gdy nie zdobył co najmniej jednego punktu na przestrzeni sezonu)                      |
| Czerwony                                                              | Nie zakwalifikował się (NZ) |
| Czerwony                                                              | Nie prekwalifikował się (NPK) |
| Różowy                                                                | Nie ukończył (NU) |
| Różowy                                                                | Niesklasyfikowany (NS) (w klasyfikacji generalnej, gdy nie został sklasyfikowany w żadnym wyścigu sezonu)                                 |
| Czarny                                                                | Zdyskwalifikowany (DK) |
| Czarny                                                                | Wykluczony (WYK/EX) |
| Biały                                                                 | Nie wystartował (NW) |
| Biały                                                                 | Kontuzjowany (K/INJ) |
| Biały                                                                 | Wyścig odwołany (OD/C) |
| Bez koloru                                                            | Został wycofany (WYC/WD) |
| Bez koloru                                                            | Nie przybył (NP/DNA) |
| Bez koloru                                                            | Nie brał udziału w treningach (NT/DNP) |
| Bez koloru                                                            | Nie został zgłoszony (–) |
| Pogrubienie                                                           | Start z pole position |
| Kursywa                                                               | Najszybsze okrążenie wyścigu |
| †                                                                     | Nie ukończył, ale jego rezultat został zaliczony ze względu na przejechanie więcej niż 90% dystansu wyścigu.                              |
| *                                                                     | Sezon w trakcie |
| 1/2/3                                                                 | Punktowana pozycja w sprincie kwalifikacyjnym                                                                                             |
| Lista systemów punktacji Formuły 1                                    | |

| Poz.                                          | Kierowca              | Zespół                        | POZ | KIE | POZ | KAM | KIE | POZ | Punkty |
| --------------------------------------------- | --------------------- | ----------------------------- | --- | --- | --- | --- | --- | --- | ------ |
| 1                                             | Krzysztof Wodziński   | Castrol Racing Team           | -   | 1   | 1   | 2   | 3   | NU  | 67     |
| 2                                             | Andrzej Godula        | Radio RMF Elf                 | -   | -   | -   | 1   | 1   | 3   | 58     |
| 3                                             | Michał Gil            | Automobilklub Kielecki        | 2   | ?   | 3   | -   | 8   | 1   | 50     |
| 4                                             | Robert Podolski       | Automobilklub Kielecki        | 6   | NW  | 4   | ?   | 2   | 4   | 41     |
| 5                                             | Kazimierz Sołtowski   | Automobilklub Szczeciński     | 1   | ?   | 7   | -   | -   | 2   | 39     |
| 6                                             | Andrzej Grabowski     | Automobilklub Morski          | 3   | 4   | 6   | -   | 7   | -   | 32     |
| 7                                             | Janusz Sączyński      | Automobilklub Morski          | 4   | 7   | ?   | 3   | -   | -   | 26     |
| 8                                             | Piotr Kaźmierczak     | Automobilklub Krakowski       | 5   | ?   | ?   | 6   | 4   | -   | 24     |
| 9                                             | Andrzej Podsiadło     | Automobilklub Kielecki        | -   | ?   | 2   | 5   | -   | -   | 23     |
| 10                                            | Marek Nowak           | Rak Racing                    | -   | 5   | 9   | 7   | 5   | 8   | 23     |
| 11                                            | Jarosław Podsiadło    | Automobilklub Kielecki        | NU  | ?   | 8   | 4   | -   | 7   | 17     |
| 12                                            | Jacek Witke           | Automobilklub Wielkopolski    | -   | 2   | 10  | -   | ?   | -   | 16     |
| 13                                            | Mirosław Krachulec    | Automobilklub Częstochowski   | 8   | 3   | ?   | 10  | ?   | -   | 16     |
| 14                                            | Grzegorz Kamiński     | Automobilklub Częstochowski   | 7   | ?   | ?   | -   | 6   | 10  | 11     |
| 15                                            | Mariusz Podkalicki    | Automobilklub Szczeciński     | -   | ?   | ?   | 9   | ?   | 5   | 10     |
| 16                                            | Robert Gajór          | Automobilklub Morski          | -   | ?   | 5   | -   | -   | -   | 8      |
| 17                                            | Tomasz Jeromin        | Automobilklub Wielkopolski    | 9   | 6   | ?   | -   | -   | -   | 8      |
| 18                                            | Grzegorz Grygiel      | Automobilklub Wielkopolski    | -   | ?   | ?   | -   | -   | 6   | 6      |
| 19                                            | Leszek Gąsiorowski    | Automobilklub Toruński        | 10  | 8   | ?   | -   | 9   | -   | 6      |
| 20                                            | Andrzej Wodziński     | Autoklub Rzemieślnik Warszawa | -   | ?   | ?   | 8   | -   | 9   | 5      |
| 21                                            | Przemysław Walknowski | Automobilklub Morski          | -   | 9   | ?   | -   | -   | -   | 2      |
| 22                                            | Józef Liszczak        | Automobilklub Szczeciński     | -   | 10  | ?   | -   | -   | -   | 1      |
| 23                                            | Wacław Podolski       | Automobilklub Kielecki        | NU  | NU  | ?   | -   | 10  | -   | 1      |
| NS                                            | Władysław Starkowski  | Automobilklub Dolnośląski     | -   | ?   | ?   | -   | -   | -   | 0      |
| NS                                            | Paweł Mickiewicz      | Autoklub Rzemieślnik Warszawa | -   | ?   | ?   | -   | -   | -   | 0      |
| NS                                            | Jarosław Kamiński     | Automobilklub Łódzki          | -   | ?   | ?   | -   | -   | -   | 0      |
| NS                                            | Jacek Marciniak       | Automobilklub Łódzki          | -   | ?   | ?   | -   | -   | -   | 0      |
| NS                                            | Dariusz Komaracki     | Autoklub Rzemieślnik Warszawa | -   | ?   | ?   | -   | -   | -   | 0      |
| NS                                            | Zbigniew Marek        | Automobilklub Morski          | -   | ?   | -   | -   | -   | -   | 0      |
| Kierowcy niedopuszczeni do zdobywania punktów |                       |                               |     |     |     |     |     |     |        |
| NS                                            | Uwe Neubert           |                               | ?   | -   | -   | -   | -   | -   | 0      |